# F. H. Townsend

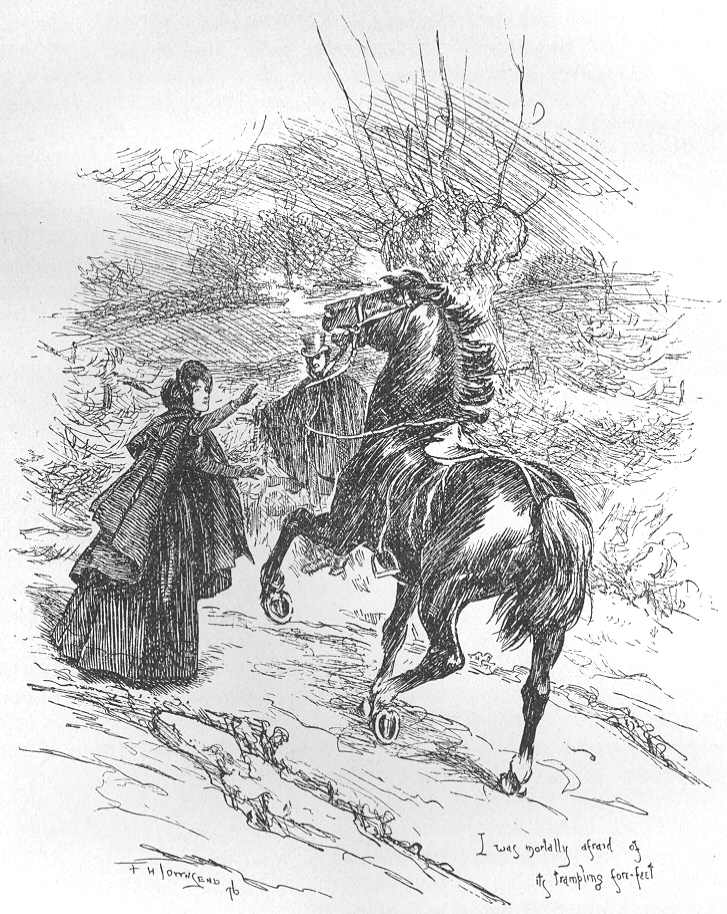
Ilustraţie din romanul Jane Eyre

Frederic Henry Townsend, cunoscut și ca F. H. Townsend, (n. 1868 – d. 1920) a fost un ilustrator englez. 
El a ilustrat cea de-a doua ediție a romanului Jane Eyre (1847) de Charlotte Brontë. De asemenea, a ilustrat A Child's History of England și Gryll Grange, precum și "Casa cu șapte frontoane" (1902) de Nathaniel Hawthorne. El a realizat opt ilustrații pentru romanul Semnul celor patru de Sir Arthur Conan Doyle (Souvenir edition, G. Newnes Ltd., 1903).